# Big Pimpin'
«Big Pimpin'» — пісня американського репера Jay-Z, випущена 11 квітня 2000 року як третій і останній сингл з його четвертого студійного альбому Vol. 3... Life and Times of S. Carter. У ній взяв участь дует UGK; спродюсував пісню Timbaland.
«Big Pimpin'» був найуспішнішим синглом з альбому, досягнувши 18 місця в Billboard Hot 100. Журнал Rolling Stone поставив трек під №467 у своєму списку «500 найкращих пісень усіх часів» 2004 року.

## Список пісень
1. "Big Pimpin' (Radio Edit)"
2. "Watch Me (LP Version)"
3. "Big Pimpin' (Instrumental)"
4. "Big Pimpin' (Video)"

## Чарти
| Чарт (2000)                             | Найвища позиція |
| --------------------------------------- | --------------- |
| UK Singles (OCC)                        | 23              |
| США (Billboard Hot 100)                 | 18              |
| США (Hot R&B/Hip-Hop Songs) (Billboard) | 6               |
| США (Rap Songs) (Billboard)             | 9               |
| США (Rhythmic) (Billboard)              | 1               |

## Зовнішні посилання
- Music video на YouTube